# Bicellaria expulsa
Bicellaria expulsa är en tvåvingeart som först beskrevs av Walker 1857.  Bicellaria expulsa ingår i släktet Bicellaria och familjen puckeldansflugor.
Artens utbredningsområde är New Hampshire. Inga underarter finns listade i Catalogue of Life.